# Tuchów (gmina)
Tuchów est une commune mixte du district de Tarnów, Petite-Pologne, dans le Sud de Pologne. Son siège est la ville de Tuchów, qui se situe environ 16 km au sud de Tarnów et 82 km à l'est de la capitale régionale Cracovie.
La commune couvre une superficie de 100,14 km2 pour une population de 17 654 habitants.

## Géographie
Outre la ville de Tuchów, la commune inclut les villages de Buchcice, Burzyn, Dąbrówka Tuchowska, Jodłówka Tuchowska, Karwodrza, Łowczów, Lubaszowa, Meszna Opacka, Piotrkowice, Siedliska, Trzemeszna et Zabłędza.
La commune borde les communes de Gromnik, Pleśna, Ryglice, Rzepiennik Strzyżewski, Skrzyszów, Szerzyny et Tarnów.